# Come è fatto il cibo
Come è fatto il cibo (Food Factory) è un programma televisivo documentaristico del 2012, che è andato in onda dal 30 agosto 2012 al 4 febbraio 2017 su Food Network in Canada, e negli Stati Uniti su National Geographic, Quest e FYI. In Italia, è andato in onda su DMAX e Focus. Lo show mostra la produzione industriale del cibo in Canada, ma anche in altri paesi.
È narrato da Colleen Rusholme e Todd Schick in inglese.

## Episodi
| Stagione         | Episodi | Prima TV originale |
| ---------------- | ------- | ------------------ |
| Prima stagione   | 26      | 2012               |
| Seconda stagione | 26      | 2013               |
| Terza stagione   | 16      | 2013-2014          |
| Quarta stagione  | 40      | 2014-2015          |
| Quinta stagione  | 10      | 2015               |
| Sesta stagione   | 10      | 2016-2017          |

## Trasmissione
Il documentario è andato in onda in Canada su Food Network. Negli Stati Uniti, è andato in onda su National Geographic, Quest e FYI. In Italia, è andato in onda su DMAX e Focus.